# Ycoden-Daute-Isora

Das Weinbaugebiet Ycoden-Daute-Isora in der Provinz Santa Cruz de Tenerife, auf den Kanarischen Inseln, Spanien

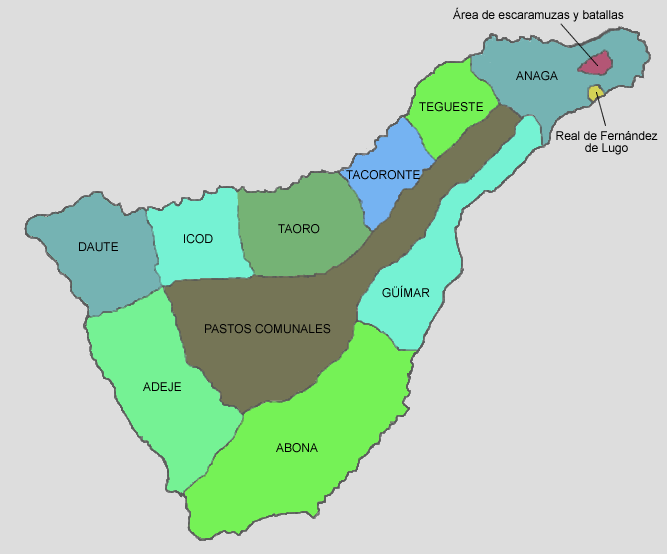
Aufteilung der Insel Teneriffa zur Zeit der Guanchen. Die Zonen Icod und Daute waren namensgebend für das Weinbaugebiet.

Ycoden-Daute-Isora ist ein spanisches Weinbaugebiet.
Die Denominación de Origen liegt in der Provinz Santa Cruz de Tenerife im äußersten Nordwesten Teil der Insel Teneriffa. Den Status einer DO erhielt die Herkunftsbezeichnung am 9. März 1994. Die DO umfasst Weinberge in den Gemeinden San Juan de la Rambla, La Guancha, Icod de los Vinos, Garachico, El Tanque, Los Silos, Buenavista del Norte, Santiago del Teide und Guía de Isora.
Namensgebend waren die ehemaligen Guanchen-Reiche Ycoden und Daute sowie die Gemeinde Guía de Isora. Im Weinbaugebiet Ycoden-Daute-Isora werden vorwiegend Weißweine aus Listán Blanco produziert. Diese Rebsorte bedeckt nahezu 70 % der Rebfläche. Der Weinbau ist seit dem 16. Jahrhundert belegt und Garachico war ein wichtiger Exporthafen des Canary Sack. Zur Zeit von William Shakespeare war der Canary-Sack bereits berühmt. In seiner Komödie Was ihr wollt verlangt Sir Tobias nach einem Glas dieses Weines.
Andere DO-Herkunftsbezeichnungen auf der Insel Teneriffa sind Abona, Tacoronte-Acentejo, Valle de Güímar und Valle de la Orotava.

## Geographie
Das insgesamt 1350 ha große Weinbaugebiet liegt auf einer Höhe zwischen 50 und 1400 m.ü. Meeresspiegel. Die Parzellen sind extrem kleingliedrig angelegt.

### Böden
Die Insel Teneriffa entstand vor etwa sieben bis fünf Millionen Jahren durch vulkanische Aktivität. In den tiefer gelegenen Gebieten des Anbaugebiets finden sich sandige Böden, im mittleren Höhenbereich findet sich Bims und in den hochgelegenen Teil überwiegen Böden mit Kalksteinen.

### Klima
Teneriffa besitzt wie alle anderen Inseln des Kanarenarchipels ganzjährig milde Temperaturen auf Grund der südlich der Rossbreiten entstehenden Nordost-Passatwinde. Besonders tagsüber steigt die mit Meereswasser gesättigte Luft am Teidemassiv hinauf. Es bilden sich in etwa 1.000 bis 1.200 Meter Höhe Wolken, die beim Kontakt mit den dortigen Lorbeer- und Kiefernwäldern zu feinem Nieselregen kondensieren.
Durch diese Tatsache existieren im Weinbaugebiet Ycoden-Daute-Isora diverse Mikroklimata. In Küstennähe bis auf eine Höhe von 550 m überwiegt ein trockenes und warmes Klima. Die Rebflächen in einer Höhe von 550 bis 1200 m (also bis auf Höhe der Wolken) ist das Klima kühler und feuchter. Oberhalb von 1200 m sind die Anbaubedingungen wieder trockener. Bei kühleren Temperaturen fallen hier vor allem die Temperaturdifferenzen zwischen Tag und nacht deutlicher aus und sind dem Anbau strukturierter Weißweine zuträglich. Leichter Frost in der Winterzeit ist in dieser Höhe keine Seltenheit.
| Wetterdaten         | Jan  | Feb  | Mär  | Apr  | Mai  | Jun  | Jul  | Aug  | Sep  | Okt  | Nov  | Dez  |
| Ø Sonnenstunden/Tag | 5,9  | 6,6  | 7,1  | 7,7  | 8,8  | 9,8  | 10,6 | 9,8  | 8,5  | 6,9  | 5,9  | 5,5  |
| Luft (°C)           | 17,9 | 17,9 | 18,6 | 19,0 | 20,4 | 22,2 | 24,3 | 25,0 | 24,3 | 22,8 | 20,6 | 18,7 |
| Wasser (°C)         | 19   | 18   | 18   | 18   | 19   | 20   | 21   | 22   | 23   | 23   | 21   | 20   |
| Regentage           | 5    | 5    | 5    | 3    | 1    | 0    | 0    | 1    | 1    | 3    | 5    | 6    |

## Rebsorten
Zu den empfohlenen Rebsorten zählen
- rote Sorten: Listán Negro, Negramoll
- weiße Sorten: Gual, Malvasia de Sitges, Verdello

Zugelassen sind darüber hinaus
- rote Sorten: Bastardo Negro, Malvasía rosada, Moscatel, Tintilla, Vijariego Negro
- weiße Sorten: Bastardo Blanco, Forastera Blanca, Listán Blanco, Marmajuelo, Moscatel, Pedro Jiménez, Sabro, Torrontés, Vijariego Blanco

Während früher als Reberziehung die Buschform (lokal en vaso genannt) überwog, tendieren die Winzer jetzt eher zur Spaliererziehung, die lokal en espaldera genannt wird.